# سووا گوریونین
سووا گوریونین (به ژاپنی: 諏訪御料人 すわごりょうにん) (زمان حیات ۱۵۵۵–۱۵۳۰ میلادی) فرزند رهبر خاندان سووا یوریشیگه و اومی (小見、麻績 おみ) بود. پدر او همچنین با خواهر تاکدا شینگن به نام ننه گوریونین پیوند ازدواج بست. بعد از شکست پدر از شینگن و خودکشی او در سال ۱۵۴۲ (میلادی) مجبور شد که همسر غیراصلی تاکدا شینگن شود. او در سال ۱۵۴۶ میلادی و در سن شانزده‌سالگی تاکدا کاتسویوری فرزند و جانشین بعدی تاکدا شینگن را به دنیا آورد. جانشینی فرزند او از آنجائیکه سووا گوریونین هم زن اصلی شینگن نبود و هم دختر دشمن او به‌شمار می‌آمد با مخالفت‌های بسیاری روبرو شد.
هر چند شهرت سووا گوریونین به عنوان محبوب‌ترین زن شینگن موضوعی است که از نظر اسناد تاریخی تأیید نشده است اما در اثر وصف این موضوع در رمان‌ها و فیلم‌های زندگی شینگن کم‌کم این تصور از نقش او در زندگی شینگن شکل گرفته است. در جهت برعکس از همسر اصلی شینگن، یعنی سانجونوکاتا (زمان حیات ۱۵۷۰–۱۵۲۱ میلادی) امروزه یک شخصیت منفی ساخته و پرداخته شده است. قابل به ذکر است که در واقع از شخصیت این زن هیچ سند تاریخی‌ای باقی نمانده است. این احتمال وجود دارد که با توجه به اینکه رابطهٔ شینگن با همسر اصلی‌اش سانجونوکاتا خوب نبود و احتمالاً رابطهٔ بهتری با سووا گوریونین داشته است، تاکدا کاتسویوری پسر زن غیررسمی‌اش را به عنوان جانشین خود انتخاب کرده باشد. بنا بر فرضیه‌ها یکی از دلایلی که هر سه پسر ارشد شینگن از همسر رسمی‌اش سانجونوکاتا یعنی تاکدا یوشینوبو بر ضد پدر شورید همین مسئلهٔ واگذاری جانشینی شینگن بوده است.

## زندگی اولیه

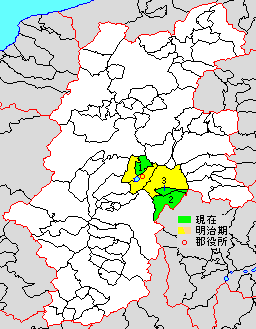
نقشه ناحیه سووا، ناگانو

سووا گوریونین در سال ۱۵۳۰ به دنیا آمد. پدرش سووا یوریشیگه رهبر خاندان سووا و مادرش یک زن غیراصلی (سوکوشیتسو) به نام اومی بود. خاندان سووا خانواده‌ای است که به عنوان راهب شینتو «اوهوری» در زیارتگاه بزرگ سووا (شهر سووا، ناگانو امروزی، در استان ناگانو) خدمت می‌کرده است.
این یک اعتقاد بزرگ قدیمی بود که اکنون لغو شده است، اما برای مردم آن زمان، راهبی که در این مقام بود یک خدای زنده بود (آراهیتوگامی: خدایی که در این جهان به عنوان یک انسان ظاهر می‌شود) و بالاترین رتبه راهبی شینتو به حساب می‌آمد و به عقیده اهالی یک انسان معمولی نبود بلکه یک خدا بود.
راهبان شینتو در آن زمان با راهبان شینتو مدرن تفاوت داشتند زیرا آنها همچنین اربابان فئودال با قلمروهای بزرگ بودند؛ بنابراین، آنها باید برای محافظت از قلمرو خود مسلح می‌شدند و خاندان سووا هم به عنوان راهب و هم به عنوان نظامی مسلح فعال بودند.
در دوره سنگوکو، خاندان سووا قلمرو خود را با حمله به ولایت‌های همسایه گسترش داد. به ویژه، پدربزرگ سووا یوریشیگه سووا یوریمیتسو کل منطقه سووا را متحد کرد و دوران شکوفایی خاندان سووا را پایه‌گذاری کرد.

## رابطه بین خاندان سووا و خاندان تاکدا
زمانی که تاکدا نوبوتورا، هجدهمین رئیس خاندان کای تاکدا، منصب شوگوی ولایت کای (استان یاماناشی کنونی) را به عهده گرفت،
تاکدا نوبوتورا در حدود سال ۱۵۲۵، چندین سال پس از اتحاد ولایت کای، تهاجم خود را به ولایت شینانو (استان ناگانو فعلی) آغاز کرد. تاکدا نوبوتورا دو بار در سال ۱۵۲۵ (سال پنجم تائی) و ۱۵۲۸ (سال هشتم تائی/سال اول کیوروکو) به ناحیه سووا، استان شینانو حمله کرد و هر دو بار شکست خورد. در سال ۱۵۳۵ (تنبون ۴)، تاکدا نوبوتورا با سووا یوریمیتسو صلح کرد.
در سال ۱۵۳۹ (تنبون ۸)، زمانی که سووا یوریتاکا، پسر سووا یوریمیتسو و رئیس خاندان سووا در آن زمان، درگذشت، سووا یوریشیگه توسط سووا یوریمیتسو، به عنوان نوزدهمین رئیس خاندان سووا، نامزد شد.
در نوامبر ۱۵۴۰ (تنبون ۹)، سومین دختر تاکدا نوبوتورا به نام ننه گوریونین با سووا یوریشیگه ازدواج کرد و از طریق ازدواج با خاندان سووا رابطه برقرار کرد. سووا یوریشیگه و سووا اتحاد خود را با سفر بین قلمروهای یکدیگر در دسامبر همان سال تقویت کردند. علاوه بر این، تاکدا نوبوتورا به منظور حمله به منطقه ساکو شینانو، با موراکامی یوشیکیو، سنگوکو-دایمیو در شمال شینانو، همکاری کرد و با خاندان موراکامی و همچنین خاندان سووا روابط دوستانه برقرار کرد.

## حمله شینگن به سووا
در سال ۱۵۴۱ (تنبون ۱۰)، تاکدا شینگن، پسر ارشد تاکدا نوبوتورا، او را به ولایت سوروگا (استان شیزوئوکای کنونی) تبعید کرد. خاندان کای-تاکدا با خاندان سووا متحد شده بود، اما آنها سیاست قبلی خود را تغییر دادند. تاکدا شینگن یک بار دیگر تهاجم به سووا را آغاز کرد که به عنوان آغازی برای تصرف ولایت شینانو عمل می‌کرد.
در سال ۱۵۴۲ (تنبون ۱۱)، تاکدا شینگن به همراه تاکاتوئو یوریتسوگو، که به شاخه ای از خاندان سووا تعلق داشت و به سمت سووا تایشا تایشو بود، به قلمرو سووا حمله کرد. در این زمان، سووا یوریشیگه، که خود را در قلعه کووابارا (شهر فعلی سووا، استان ناگانو) سنگر گرفته بود، برای صلح به طرف تاکدا درخواست داد.
یکی از شروط قرارداد صلح این بود که جان سووا یوریشیگه را نجات دهد، اما زمانی که تاکدا شینگن سووا یوریشیگه را به ولایت کای برد، شرایط توافقنامه صلح را نادیده گرفت و سووا یوریشیگه و همسرش را به زندان انداخت معبد (در حال حاضر شهر کوفو، استان یاماناشی) و او را مجبور به انجام سپپوکو کردند. در نتیجه خاندان سووا سوریو نابود شد.
پس از آن، خواهر کوچک‌تر تاکدا شینگن، ننه گوریونین، که با سووا یوریشیگه ازدواج کرده بود، به خاندان تاکدا برگشت.
تاکدا شینگن تصمیم گرفت قلمرو سووا را با تاکاتوئو یوریتسوگو تقسیم کند، اما تاکاتوئو یوریتسوگو از این تصمیم ناراضی بود؛ بنابراین، دو طرف تصمیم گرفتند دوباره برای قلمرو سووا بجنگند.
در این زمان، خاندان تاکاتوئو این واقعیت را مطرح کرد که این یک شاخه از خاندان سووا است و استدلال کرد که طبیعی است که خاندان تاکاتوئو بر قلمرو سووا حکومت کند. در مقابل این پس زمینه، تاکاتوئو یوریتسوگو به قلمرو سووا در سمت تاکادا حمله کرد و خاندان تاکاتوئو این منطقه را اشغال کرد.
برای مقابله با این امر، خاندان تاکدا چوکیو (خاندان سووا)/تورائومارو، پسر سووا یوریشیگه و خواهر کوچکترش ننه گوریونین را به عنوان رهبر خود منصوب کردند تا فئودال‌های قدرتمند سووا را به سمت خود جلب کند و برای مشروعیت‌طلبی حاکمیت قلمرو سووا اقدامی انجام دهد. اربابان قدرتمند سووا که رهبر شدن تورائومارو را دیدند در کنار تاکدا قرار گرفتند و ارتش تاکاتوئو شکست سختی را متحمل شد و عقب‌نشینی کرد.
هیچ سند مکتوبی در مورد تورائومارو وجود ندارد، بنابراین معلوم نیست پس از آنچه اتفاقی برای فرزند سووا یوریشیگه افتاده است.

## سووا گوریو همسر غیراصلی تاکدا شینگن می‌شود
پس از پایان یافتن خاندان سووا سوریو، سووا گوریو برای مدتی تحت مراقبت خویشاوندش موتونائو نزو همراه با مادرش آساهی قرار گرفت. از آنجایی که پسر موتونائو نزو داماد نوبوتورا تاکدا بود، خاندان نزو هم با خاندان تاکدا و هم با خاندان سووا مرتبط بود.
نظریه ای وجود دارد که سووا گوریونین در حدود ۱۵۴۲–۱۵۴۵ صیغه تاکدا شینگن شد (تنبون ۱۱–۱۴)، زیرا تاکدا کاتسویوری در سال ۱۵۴۶ متولد شد (تنبون ۱۵). همچنین گفته می‌شود که سووا گوریونین زنی با زیبایی بی‌نظیر بود و در میان بسیاری از صیغه‌های تاکدا شینگن از محبوبیت خاصی برخوردار بود.
با توجه به مطالب کویو گونکان که قوانین نظامی دو نسل از تاکدا شینگن و پسرش، تاکدا کاتسویوری را شرح می‌دهد، برای خاندان تاکدا خطرناک بود که دختر خاندان سووا را که پدرش مجبور به ارتکاب سپپوکو شده بودند، به عنوان یک همسر به خاندان تاکدا وارد شود، به همین دلیل، ازدواج بین تاکدا شینگن و سووا گوریونین در ابتدا با مخالفت ملازمان خانواده تاکدا مواجه شد.
با این حال، یاماموتو کانسوکه، فرمانده نظامی تاکدا شینگن، گفت: "اگر شاهزاده خانمی با خون سووا به عنوان همسر غیراصلی گرفته شود و پسری از آن فرزندی به دنیا بیاید، مردم سووا خوشحال خواهند شد زیرا خاندان سووا قادر به بازسازی خواهند بود. او ملازمان خود را متقاعد کرد.
علاوه بر این، یکی از دلایلی که سووا گوریونین به سوکوشیتسوی تاکدا شینگن تبدیل شد این بود که منافع خاندان سووا و خاندان تاکدا همسو بودند. تاکدا شینگن می‌ترسید که شورشی در سووا، دروازه ولایت شینانو، رخ دهد، و می‌خواست پسری از یک ارباب سووا به دنیا بیاید تا بر سووا حکومت کند.
از سوی دیگر، سووا گوریون فکر می‌کرد که برای زنده نگه داشتن خاندان سووا، می‌خواهد صاحب فرزند شود، حتی اگر به معنای تکیه بر دشمن پدرش، تاکدا شینگن باشد. در سال ۱۵۴۶ (تنبون ۱۵)، سووا گوریونین «سووا شیرو کاتسویوری» 「諏訪四郎勝頼」 (که بعدها به نام تاکدا کاتسویوری شناخته شد) به دنیا آورد. در خاندان تاکدا مرسوم بود که حرف کانجی «نوبو» 「信」 را به نام جانشین اضافه می‌کردند و در خاندان سووا از حرف کانجی «یوری» 「頼」 استفاده می‌شد. به همین دلیل، «سووا شیرو کاتسویوری» در سال ۱۵۶۲ (ایروکو ۵)، جانشین خاندان سووا به‌شمار می‌رفت.

### درگذشت سووا گوریونین
گفته می‌شود که سووا گوریونین در حدود ۱۵۵۴–۱۵۵۵ (تنبون ۲۳–۲۴/کوجی ۱) در سن جوانی ۲۴–۲۵ سالگی درگذشت. در این زمان، تنها حدود ۱۰ سال از ازدواج سووا گوریون با تاکدا شینگن می‌گذشت و پسرش، سووا شیرو کاتسویوری، ۸ یا ۹ ساله بود. سووا گوریونین در جوانی مرد، اما مادرش، اومی، در قلعه تاکاتوئو (اینا فعلی، استان ناگانو)، جایی که نوه‌اش، تاکدا کاتسویوری ارباب آن بود با هم زندگی می‌کردند، اعتقاد بر این است که او عمر طولانی داشت و تا سقوط خاندان تاکدا در سال ۱۵۸۲ او زندگی می‌کرد.

### سووا شیرو کاتسویوری نام خود را به تاکدا کاتسویوری تغییر می‌دهد
اولین نبرد سووا شیرو کاتسویوری، که به عنوان ارباب قلعه تاکاتوئو خدمت می‌کرد، در سال ۱۵۶۳ (ایروکو ۶) بود که او به قلعه مینووا (شهر تاکاساکی، گونما کنونی، استان گونما) حمله کرد.
در سال ۱۵۶۵ (ایروکو ۸)، تاکدا یوشینوبو، پسر ارشد تاکدا شینگن، به ظن شورش زندانی شد و پس از آن، خاندان اودا موضوع ازدواج را با کاتسویوری مطرح کردند. در همان سال، تاکدا کاتسویوری با ریوشو-این، خواهرزاده و دختر خوانده اودا نوبوناگا ازدواج کرد. در سال ۱۵۶۷ (سال دهم ایروکو)، پسر ارشد او، تاکدا نوبوکاتسو متولد شد.
پس از سلب ارث تاکدا یوشینوبو، پسر دوم تاکدا شینگن، اوننو نوبوچیکا، راهب شد، زیرا او نابینا بود. علاوه بر این، از آنجایی که پسر سوم او، تاکدا نوبویوکی (زمان حیات ۱۵۵۳–۱۵۴۳ میلادی)، قبلاً درگذشته بود، تصمیم گرفته شد که پسر چهارم او، کاتسویوری، به عنوان رئیس خاندان تاکدا جانشین او شود. در سال ۱۵۷۱ (سال دوم گنکی)، تاکدا کاتسویوری به عنوان جانشین به کوفو دعوت شد.
در همین زمان، آشیکاگا یوشی‌آکی، پانزدهمین شوگون شوگون‌سالاری موروماچی، از رفتار اودا نوبوناگا با او ناراضی بود و نامه‌هایی به اربابان مختلف فئودال فرستاد و به آنها دستور داد که اودا نوبوناگا را تحت سلطه خود درآورند. پس از دریافت این درخواست، تاکدا شینگن تصمیم به حمله به غرب گرفت.
سپس، در سال ۱۵۷۲ (سال سوم گنکی)، ارتش تاکدا وارد قلمرو توکوگاوا شد. او پس از نبرد میکاتاگاهارا در برابر توکوگاوا ایه‌یاسو در منطقه ای که اکنون شرق استان آیچی است، درگذشت.

### نبرد ناگاشینو
در وصیت نامه تاکدا شینگن آمده بود: «مرگ من را به مدت سه سال پنهان کنید و دفاع خود را تقویت کنید»، اما در آن زمان، تاکدا کاتسویوری بارها برای گسترش قلمرو خود وارد جنگ شد.
در سال ۱۵۷۴ (تنشو ۲)، تاکدا کاتسویوری قلعه آکچی را در شرق ولایت مینو (شهر کانی کنونی، استان گیفو) از دست داد.
در این زمان، اودا نوبوناگا برای تقویت قلعه آکچی در راه بود، اما وقتی فهمید که قلعه آکچی تسخیر شده است، به عقب برگشت.
علاوه بر این، تاکدا کاتسویوری موفق شد قلعه تاکاتنجین را در ولایت توتومی (منطقه غربی استان شیزوئوکای کنونی) تسخیر کند. این قلعه ای بود حتی تاکدا شینگن نیز نتوانسته بود آن را تصرف کند.
در سال ۱۵۷۵ (تنشو ۳)، تاکدا کاتسویوری به سمت قلعه ناگاشینو در ولایت میکاوا (شهر شینشیرو، آیچی، استان آیچی) حرکت کرد تا خاندان اوکودایرا را که به توکوگاوا ایه‌یاسو فرار کرده بودند، شکست دهد. در حالی که خاندان اوکودایرا در انزوا بود، نیروهای ترکیبی اودا-توکوگاوا ظاهر شدند. تعداد ارتش تاکدا بیش از ۱۰۰۰۰ نفر بود، در حالی که ارتش ترکیبی اودا-توکوگاوا بیش از ۳۰۰۰۰ نفر بود.
در این زمان گفته می‌شود که ملازمان تاکدا شینگن که از زمان تاکدا شینگن به او خدمت می‌کردند، به او توصیه کردند که عقب‌نشینی کند، اما تاکدا کاتسویوری دستور حمله به دشمنی را که پشت حصار چوبی منتظر بود، داد. این نبرد ناگاشینو بود که گفته می‌شود سرنوشت جنگ‌های داخلی ژاپن را تغییر داده است.
سربازان ارتش تاکدا یکی پس از دیگری به زمین افتادند زیرا سربازان مسلح یکی پس از دیگری از پشت حصار چوبی به طرف اسب و اسب سواران گلوله شلیک می‌کردند. در نتیجه ارتش تاکدا کاملاً نابود شد و آنها که باقی مانده بودند چاره‌ای جز عقب‌نشینی به سمت ولایت کای نداشتند. در این نبرد، بسیاری از ملازمان ارشد تاکدا شینگن کشته شدند.

## سقوط خاندان تاکدا
پس از نبرد ناگاشینو (۱۵۷۵ میلادی)، خانواده تاکدا نبردهای مهم زیادی با نیروهای اودا و توکوگاوا نداشتند و یک دوره آرامش وجود داشت. در سال ۱۵۷۸ (تنشو ۶)، اوئه‌سوگی کنشین از ولایت اچیگو (اکنون استان نیگاتا) درگذشت. پس از مرگ او درگیری بین پسرخوانده او، اوئه‌سوگی کاگه‌کاتسو و اوئه‌سوگی کاگه‌تورا برادر کوچکتر هوجو اوجیماسا درگرفت.
در ابتدا، تاکدا کاتسویوری به درخواست متحد خود، خاندان هوجوی اخیر، از اوئه‌سوگی کاگه‌کاتسو حمایت کرد، اما سپس اوئه‌سوگی کاگه‌کاتسو پیشنهاد صلح داد. همان‌طور که تاکدا کاتسویوری این صلح را پذیرفت، وضعیت جنگ برای طرف اوئه‌سوگی کاگه‌کاتسو سودمند شد و اوئه‌سوگی کاگه‌تورا مجبور به خودکشی شد. در نتیجه اتحاد بین خاندان تاکدا و خاندان هوجوی اخیر از بین رفت؛ بنابراین، خاندان تاکدا برای مقابله با خاندان هوجو اتحاد جدیدی با خاندان ساتاکه و خاندان ساتومی تشکیل دادند.
در پاسخ، خاندان هوجوی اخیر با خاندان توکوگاوا اتحاد تشکیل داد که به حمله به قلمرو تاکدا کاتسویوری، از سه جهت از جمله ولایت سوروگا، ولایت ایزو (در جنوب استان شیزوئوکای فعلی) و ولایت کوزوکه انجامید. در آن زمان، امور مالی خاندان تاکدا در آستانه فروپاشی بود، زیرا آنها از زمان تاکدا شینگن درگیر جنگ‌های بسیاری بودند.
در سال ۱۵۸۲ (تنشو ۱۰)، در طی تسخیر کوشو ارتش اودا، ارتش توکوگاوا و ارتش هوجو به ولایت کای از کانتو (شرق ژاپن) حمله کردند. علاوه بر تهاجم‌ها از این سه جهت، یک سری خیانت‌ها نیز منجر به فروپاشی خاندان معتبر تاکدا پس از آخرین نبرد، نبرد تنموکوزان شد.